# Lars von Trier
(Lars von Trier)
Lars von Trier (IPA: [ˈlɑːs fʌn ˈtʁiːˀɐ]), pseudonimo di Lars Trier (Kongens Lyngby, 30 aprile 1956) è un regista e sceneggiatore danese.
Celebre per aver lanciato, insieme a Thomas Vinterberg, il movimento Dogma 95, von Trier è in breve tempo diventato uno degli autori cinematografici più innovativi e influenti del cinema contemporaneo.

## Biografia

### Infanzia, giovinezza e vita privata
I genitori Inger Høst e Ulf Trier erano fermamente convinti del diritto del bambino all'autodeterminazione. Nacque in lui un forte desiderio di autodisciplina e scoprì una certa propensione per la leadership. Frequentò il Lundtofte, un istituto scolastico dai metodi molto autoritari: ciò lo spinse ad abbandonare la scuola all'età di quindici anni e a portare a termine gli studi a distanza solo tre anni più tardi.
Solo sul letto di morte la madre gli rivelò che Ulf Trier non era il suo padre biologico. Lars sarebbe figlio di Fritz Michael Hartmann, appartenente a una illustre famiglia danese di compositori. Secondo alcune fonti, la madre "voleva geni artistici per suo figlio". Più volte il regista provò a riallacciare i rapporti con il padre naturale, ormai novantenne, ma riuscirà solo a inviargli comunicazioni tramite un avvocato.
Lars von Trier era ateo, ma si è convertito al cattolicesimo nel 1995, prima di girare Le onde del destino. Si è sposato due volte e ha due figli: prima dal 1987 al 1996 con la regista Cæcilia Holbek e dal 1997 con Bente Frøge.

### "Von"
Lars Trier dà all'aggiunta del von al suo nome un valore molto profondo. Suo nonno, Sven Trier, amava raccontare che durante il suo soggiorno in Germania il suo nome abbreviato Sv. venne confuso con von, perciò tutti lo chiamavano Sven von Trier. Inoltre nel 1975 diventò "vittima", a suo dire, "di un'enorme autovenerazione". La sua prima apparizione pubblica avvenne nel 1976, quando su un quotidiano locale pubblicò un articolo su Strindberg intitolato Al limite della follia, firmato Lars von Trier.

### Fobie e stato di salute
Lars von Trier è famoso per le fobie che lo torturano. Viaggia solo in auto o in treni di una determinata compagnia: ogni anno attraversa l'Europa in camper per recarsi al Festival di Cannes. Non viaggia in aereo, e questo gli preclude spostamenti troppo lontani: durante alcune scene di Le onde del destino, che si svolgono su una chiatta sull'oceano, il regista ha seguito le riprese a distanza, sulla terraferma. Inoltre non fa segreto della propria ipocondria; è sempre convinto di avere qualche tipo di cancro o tumore, e se ne lamenta spesso: "Io [di fobie] ne ho da vendere". Von Trier ha sofferto anche di lunghi periodi di depressione e di alcolismo e tossicodipendenza. Nell'agosto 2022 l'ufficio stampa della Zentropa, la casa di distribuzione cinematografica fondata da von Trier, ha confermato che il regista danese soffre della malattia di Parkinson.

## Televisione
Lars von Trier, prima del successo internazionale, si divide spesso fra cinema e televisione. Ha molti spot pubblicitari al suo attivo, alcuni hanno come protagonista Ernst-Hugo Järegård che sarà suo attore preferito in molti lavori successivi (come Europa).
Per la televisione danese nel 1988 gira il film Medea, riprendendo un lavoro incompiuto di Carl Theodor Dreyer, suo maestro spirituale. Dreyer, infatti, aveva adattato per lo schermo il dramma di Euripide, ma non lo aveva mai girato. All'epoca della sua uscita, però, il lavoro non piace.
Il successo televisivo lo raggiunge nel 1994 quando esce The Kingdom - Il regno (Riget), con Ernst-Hugo Järegård protagonista di una storia a metà fra horror e commedia. La miniserie ha così tanto successo che 3 anni dopo esce The Kingdom 2 (Riget II, 1997), che riprende fedelmente la storia interrotta. In tutte e due le serie, alla fine di ogni puntata appare von Trier in persona, in smoking, a commentare la puntata: lo smoking è quello appartenuto a Dreyer, e von Trier va fiero di avere questo "cimelio".
Nel 2000 va in onda uno spettacolo a episodi, D-Dag, in cui si mostrano le attività di alcuni personaggi televisivi poco prima della fine dell'anno: von Trier dirige l'episodio chiamato Lise. La particolarità interattiva di D-Dag consiste nel fatto che è stato trasmesso contemporaneamente su alcuni canali televisivi danesi in versioni diverse, focalizzate sui vari personaggi, affinché fosse lo spettatore a crearsi un proprio personale montaggio col telecomando.

## Attività cinematografica
All'età di 13 anni, probabilmente grazie al fatto che lo zio Børge Høst lavora nel cinema come regista e sceneggiatore, ha un ruolo nella serie televisiva Hemmelig sommer (1969) (L'estate segreta) di Thomas Winding, mentre cresce la sua passione per la cinematografia grazie alla cinepresa da 8 millimetri della madre. Trova impiego alla Statens Filmcentral come consulente, e questo gli consente di utilizzare strumenti professionali, soprattutto per la fase di montaggio.
Nel 1977 gira i suoi primi due mediometraggi: Orchidégartneren e Menthe - la bienheureuse, quest'ultimo in francese. Vince il concorso per entrare al Danish Film Institute, con cui realizza altri film, Nocturne e Befrielsesbilleder, scritti dal compagno di corso Tom Elling. Ma il primo vero successo arriva nel 1984 con L'elemento del crimine (Forbrydelsens element), scritto ancora una volta con l'amico Tom Elling e con Niels Vørsel. Il film, un insuccesso in patria, vince parecchi premi all'estero, tra cui quello per il miglior contributo tecnico al Festival di Cannes.
Il film fa parte di un'ideale trilogia, "Europa", ma questa denominazione non ha alcun legame con la geografia: Europa è uno stato mentale. Il secondo episodio è Epidemic (1987), girato con pochi mezzi, tanto che i ruoli principali sono coperti da von Trier stesso e dal co-sceneggiatore Niels Vørsel. Nel film è presente Cæcilia Holbek, la prima moglie del regista, che compare anche nel terzo episodio della trilogia, Europa (1991), in cui lo stesso von Trier interpreta una piccola parte: il suo personaggio, un ebreo, viene considerato un omaggio alle origini ebraiche perdute. Tutti i film della trilogia sono degli insuccessi in patria, ma riescono a ottenere premi in altri paesi europei.
Nel 1992 fonda la casa di produzione cinematografica Zentropa assieme al produttore Peter Aalbæk Jensen. Le onde del destino (Breaking the Waves, (1996) è il primo film realizzato da von Trier dopo aver redatto il manifesto Dogma 95, ma l'opera è un compromesso tra lo stile precedente del regista e quello del manifesto stesso. La pellicola che viene girata secondo i dettami del Dogma 95 è Idioti (Idioterne, 1998). Nel 2000 riesce a ottenere un grande riscontro al botteghino con Dancer in the Dark, interpretato dalla cantante islandese Björk. Il film è un musical sui generis ed è uno dei primi a usare la tecnica di ripresa completamente digitale.
Il successo ottenuto dal film consente a von Trier di poter ingaggiare una diva hollywoodiana come Nicole Kidman per il suo Dogville del 2003. Si tratta della prima opera di una nuova trilogia, che ha questa volta come protagonisti gli Stati Uniti d'America. Il secondo capitolo del progetto è Manderlay, in cui Bryce Dallas Howard prende il ruolo che fu della Kidman. Prima di concludere la trilogia "America: terra dell'opportunità", von Trier scrive e dirige una commedia ambientata nel mondo aziendale, Il grande capo (Direktøren for det hele, 2006), cui dovrebbe seguire Washington.
Nel 2009 inizia una fase di sperimentazione all'insegna dello scabroso, attraverso il completamento di una "trilogia della depressione". Von Trier realizza quindi Antichrist, un "horror gotico" (classificazione discutibile) definito da Ciak un capolavoro delirante; per alcune scene, come avvenuto con Idioti, utilizza attori pornografici professionisti. L'idea generale del film è stata ispirata dal libro L'anticristo del filosofo Friedrich Nietzsche. La protagonista Charlotte Gainsbourg vince a Cannes il premio d'interpretazione, assegnato due anni dopo a Kirsten Dunst per il suo ruolo di sposa depressa nell'apocalittico Melancholia, vincitore di tre European Film Awards: miglior film europeo dell'anno, miglior fotografia (Manuel Alberto Claro) e migliore scenografia (Jette Lehmann).
Il 25 dicembre 2013 esce a Copenaghen Nymphomaniac, con Charlotte Gainsbourg. Le riprese sono iniziate in Germania nell'estate del 2012: la Gainsbourg interpreterà Joe, una donna che racconta la sua relazione sessuale all'anziano professore universitario Seligman, interpretato dall'attore svedese Stellan Skarsgård. Von Trier gira due versioni del film, una soft e un'altra hardcore, utilizzando anche qui attori hard come controfigure. È uscito nelle sale cinematografiche italiane a marzo 2014, anche a seguito di una raccolta firme online che ha contribuito alla popolarità del film.

## Stile artistico:Dogma, dogmi e regole

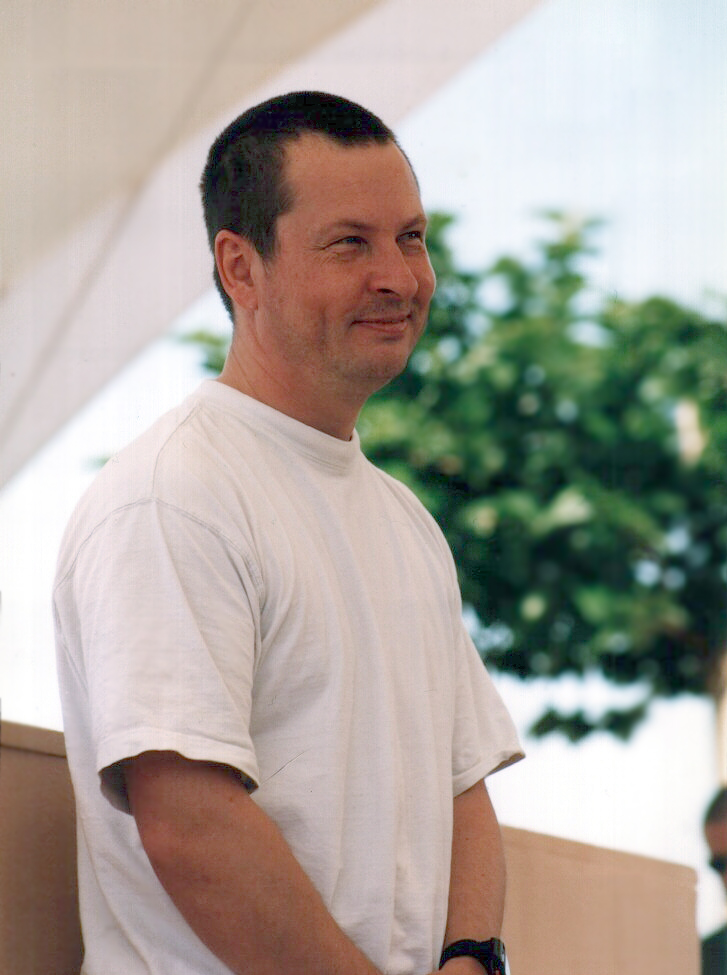
Lars von Trier al Festival di Cannes 2000

Già il 3 maggio 1984, in occasione dell'uscita de L'elemento del crimine, von Trier pubblica il suo primo manifesto, una dichiarazione d'intenti in cui focalizza l'identità attiva e non passiva del regista (il regista "maschio" contrapposto al film "femmina"). Il 17 maggio 1987, per l'uscita di Epidemic, pubblica un altro manifesto inneggiante alla "bazzecola": è nelle opere minori che si trovano i capolavori. Il 29 dicembre 1990 esce il suo terzo manifesto per Europa, in cui si autodefinisce "masturbatore dello schermo".
Ma è del 13 marzo 1995 il vero decalogo registico, il "voto di castità", un manifesto di intenti che von Trier firma insieme ad altri registi: il Dogma 95, un progetto artistico con l'idea di produrre film minimalisti, ad esempio con la tecnica della telecamera a spalla, o con minore utilizzo della musica. L'idea di partenza è di fare cinque film che seguano il decalogo del manifesto, ma poi 35 pellicole in tutto, numerate progressivamente e provenienti da tutto il mondo, ottengono la certificazione Dogme 95. In seguito, altri registi producono opere che rispettano il decalogo e inseriscono nel titolo del film la caratteristica numerazione crescente, anche se la certificazione non viene più rilasciata e la vita del manifesto è di fatto terminata nel 2004.
Anche se non le ufficializza più, il regista ama sempre le regole e ne crea sempre di nuove a ogni suo film, come lo si vede fare ne Le cinque variazioni (De fem benspænd, 2003). Un esempio viene anche da The Humiliated (De udstillede, 2000), un documentario che segue le riprese di Idioti, e dove si vede von Trier imporre regole e trattare a volte duramente i propri attori: perché è così, a sua detta, che ottiene il massimo da loro.

## Riconoscimenti
- Festival di Cannes[16]
  - 1984 - Grand Prix tecnico per L'elemento del crimine
  - 1991 - Premio della giuria per Europa
  - 1996 - Grand Prix Speciale della Giuria per Le onde del destino
  - 2000 - Palma d'oro per Dancer in the Dark
  - 2005 - Candidato alla Palma d'oro per Manderlay
  - 2011 - Candidato alla Palma d'oro per Melancholia

## Controversie

### Lo scherzo e l'espulsione dal Festival di Cannes
Il 18 maggio 2011, durante la presentazione al Festival di Cannes del suo film Melancholia, fa delle dichiarazioni riguardo al nazismo che sconcertano tanto la sala stampa e le attrici presenti accanto a lui (Gainsbourg e Dunst) quanto l'opinione pubblica, affermando, come risposta a una domanda su suo padre: "What can I say? I understand Hitler. He did some wrong things, absolutely, but I can see him sitting there in his bunker at the end ... I sympathize with him, yes, a little bit" ("Cosa posso dire? Capisco Hitler. Ha fatto molte cose sbagliate, assolutamente, ma posso immaginarmelo seduto nel suo bunker, alla fine ... mi immedesimo, sì, un po'"). In seguito afferma che lo stato di Israele è «una rottura di scatole» ("pain in the ass") e sostiene di ammirare molto l'architetto Albert Speer, uno dei ministri di Hitler, processato e condannato a 20 anni al Processo di Norimberga: No, I just want to say about the art, I'm very much for Speer. Albert Speer, I liked. He was also maybe one of God's best children. He had some talent that was kind of possible for him to use... Ok, I'm a Nazi ("No, io voglio solo parlare dell'arte. Albert Speer mi piaceva. Era forse uno dei migliori figli di Dio... Ha avuto del talento che poteva essere utilizzato... Ok, sono nazista"). In seguito, alla specifica domanda di un giornalista, che chiedeva se Melancholia potesse essere un film distribuito su larga scala come i blockbuster di Hollywood, Von Trier risponde, testualmente: «Noi nazisti siamo piuttosto bravi a fare le cose su larga scala». Questo gli comporta l'espulsione immediata dal Festival di Cannes, anche se il suo film Melancholia rimane in concorso.
Il cineasta danese, su spinta dei produttori del film, si scusa il giorno seguente. Molti paesi, infatti, avevano minacciato di annullare i contratti di distribuzione del film a causa delle dichiarazioni del regista. La procura di Cannes lo indaga per "apologia del nazismo". Le polemiche per le sue dichiarazioni però non si placano e dopo essere stato nuovamente interrogato dalla polizia, in seguito alle accuse della procura francese, decide di non parlare più in pubblico. In merito alle frasi pronunciate da von Trier, Claude Lelouch ha parlato di un vero e proprio "suicidio professionale". Successivamente von Trier ha chiarito di non essere per nulla nazista o antisemita, ma che si trattava di uno scherzo fatto ai giornalisti, chiarendo dettagliatamente le ragioni del gesto.

### Uso di droga e alcool
Con un'intervista al quotidiano danese Politiken, a novembre 2014, von Trier rompe il silenzio stampa che durava dal 2011 quando venne cacciato dal Festival di Cannes. Durante questa intervista von Trier confessa di essere stato in cura in seguito a dipendenza da droga e alcool e afferma anche di essere ora sobrio e non più dipendente. Von Trier ha ammesso di aver scritto gran parte dei suoi film sotto l'effetto di alcool e droga, e che ultimamente beveva una bottiglia di vodka al giorno. Von Trier dice di essere riuscito, sotto l'effetto di droga e alcool, a scrivere Dogville in soli 12 giorni, mentre per Nymphomaniac, scritto da sobrio, dopo la disintossicazione, gli ci sono voluti 18 mesi.

### Accuse di abusi sessuali
Nell'autunno del 2017 l'attrice e cantante Björk affermò che un regista danese l'avrebbe molestata sessualmente durante le riprese di un film. Pur senza essere esplicita, la cantante si riferiva a Von Trier e alla pellicola Dancer in the Dark (2000). Successivamente è arrivata la replica del regista, che sulla versione online del quotidiano danese Jyllands-Posten ha dichiarato: «Non è quello che è successo, tra noi due c’era solo una grande inimicizia. E la sua è una delle performance migliori di tutta la mia filmografia». Björk ha allora rincarato la dose, descrivendo le presunte molestie subite dal regista durante le riprese.

## Progetti
Un progetto parallelo di Von Trier è Le cinque variazioni, avviato nel 2003 con Jørgen Leth, maestro dello stesso Trier, del quale ha realizzato una nuova versione del suo cortometraggio del 1967 The Perfect Human. The Five Obstruction prevede di girare una stessa scena cinque volte, ogni volta con una limitazione diversa. Nel 2011 Lars von Trier propone la sfida a Terrence Malick, Bernardo Bertolucci e Woody Allen, ma l'unico ad accettare tale prova è Martin Scorsese. La produzione era prevista per il 2012 e la distribuzione per il 2013.

## Filmografia

### Regista

#### Lungometraggi
- L'elemento del crimine (Forbrydelsens element) (1984)
- Epidemic (1987)
- Europa (1991)
- Le onde del destino (Breaking the Waves) (1996)
- Idioti (Dogme#2: Idioterne) (1998)
- Dancer in the Dark (2000)
- Dogville (2003)
- Manderlay (2005)
- Il grande capo (Direktøren for det hele) (2006)
- Chacun son cinéma - A ciascuno il suo cinema (Chacun son cinéma) - episodio Occupazioni (2007)
- Antichrist (2009)
- Melancholia (2011)
- Nymphomaniac (2013)
- La casa di Jack (The House That Jack Built) (2018)

#### Documentari
- Le cinque variazioni (De fem benspænd) (2003)

#### Mediometraggi
- Orchidégartneren (1977)
- Menthe - la bienheureuse (1979)
- Den sidste detalje (1981)
- Befrielsesbilleder (1982)

#### Cortometraggi
- Turen til Squashland (1967)
- Nat, skat (1968)
- Et skakspil (1969)
- En røvsyg oplevelse (1969)
- Hvorfor flygte fra det du ved du ikke kan flygte fra? Fordi du er en kujon (1970)
- En blomst (1971)
- Nocturne (1980)
- Occupations (2007)

#### Televisione
- Medea – film TV (1988)
- The Kingdom - Il regno (Riget) – miniserie TV (1994)
- Lærerværelset – miniserie TV (1994)
- The Kingdom 2 (Riget 2) – miniserie TV (1997)
- The Kingdom Exodus (Riget Exodus) – miniserie TV (2022)

#### Clip Musicali
- Laid Back - Bakerman (1989)
- Laid Back - Highway of Love (1990)
- Laid Back - Bet it on you (1990)
- Manu Katché - Change (1992)

### Sceneggiatore
- Orchidégartneren – mediometraggio (1977)
- Menthe - la bienheureuse – mediometraggio (1979)
- Nocturne – cortometraggio (1980)
- Befrielsesbilleder – mediometraggio (1982)
- L'elemento del crimine (Forbrydelsens element) (1984)
- Epidemic (1988)
- Medea – film TV (1988)
- Europa (1991)
- Lærerværelset – miniserie TV (1994)
- The Kingdom - Il regno (Riget) – miniserie TV (1994)
- Le onde del destino (Breaking the Waves) (1996)
- The Kingdom 2 (Riget 2) – miniserie TV (1997)
- Idioti (Dogme#2: Idioterne) (1998)
- Dancer in the Dark (2000)
- Dogville (2003)
- Le cinque variazioni (De fem benspænd) (2003)
- Dear Wendy (2005)
- Manderlay (2005)
- Il grande capo (Direktøren for det hele) (2006)
- Erik Nietzsche (Erik Nietzsche - De unge år) (2007)
- Antichrist (2009)
- Melancholia (2011)
- Nymphomaniac (2013)
- La casa di Jack (The House That Jack Built) (2018)

### Attore
- Hemmelig sommer – cortometraggio (1969)
- Orchidégartneren – mediometraggio (1977)
- Menthe - la bienheureuse – mediometraggio (1979)
- Kaptajn Klyde og hans venner vender tilbage (1980)
- L'elemento del crimine (Forbrydelsens element) (1984)
- Epidemic (1988)
- A World of Difference (En verden til forskel) (1989)
- Europa (1991)
- Le cinque variazioni (De fem benspænd) (2003)
- Occupations – cortometraggio (2007)

### Direttore della fotografia
- Idioti (1998)

### Montatore
- Idioti (1998)